# Diversidoris
Genre
Diversidoris est un genre de nudibranches de la famille des Chromodorididae.

## Liste d'espèces
Selon World Register of Marine Species (11 avril 2021) :
- Diversidoris aurantionodulosa Rudman, 1987
- Diversidoris crocea (Rudman, 1986)
- Diversidoris flava (Eliot, 1904)
- Diversidoris sulphurea (Rudman, 1986)

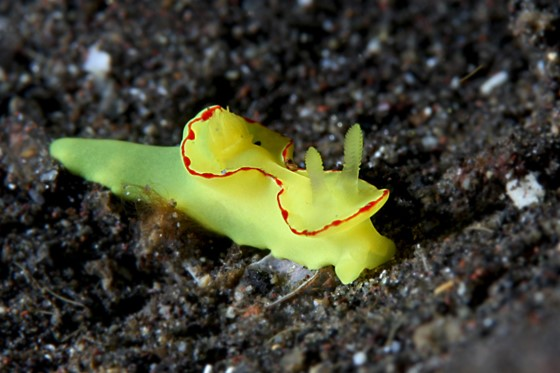
Diversidoris flava

## Publication originale
- (en) W. B. Rudman, « The Chromodorididae (Opisthobranchia: Mollusca) of the Indo-West Pacific: Chromodoris epicuria, C. aureopurpurea, C. annulata, C. coi and Risbecia tryoni colour groups », Zoological Journal of the Linnean Society, Linnean Society of London et OUP, vol. 90, no 4,‎ août 1987, p. 305-407 (ISSN 1096-3642 et 0024-4082, OCLC 01799617, DOI 10.1111/J.1096-3642.1987.TB01357.X).